# Katherine Kamhi
Katherine Kamhi (15 de febrero de 1964) es una actriz estadounidense, más conocida por su papel de Meg en la película de terror Sleepaway Camp, y como Pamela Kingsley en All My Children.

## Vida personal
Vive en Los Ángeles (California) y tiene un hijo y una hija.

## Filmografía
- All My Children (1980-1982) comoPamela Kingsley
- CBS Afternoon Playhouse (1981) como Becky
- The Edge of Night (1982) como chica en restaurante
- Sleepaway Camp (1983) comñ Meg
- Kate & Allie (1984) como Suzie
- Silent Madness (1984) como Jane
- American Playhouse (1985) como Josephine Cosnowski
- ABC Afterschool Special (1988) como Julia Flemming
- Guiding Light ('80s)
- The Marshall Chronicles (1990) como hermana de Leslie
- Get a Life (1990) como Stacy
- NYPD Blue (1995) como Connie Williams
- L.A. Dragnet (2003) como Det. Hubbel
- The Practice (2003) como la abogada Marsha Singleton
- Judging Amy (2003) como Ella Croft y Sra. Nichols
- Without a Trace (2003) como Paula
- Ghost Whisperer (2008) como Deb Yates
- Mental (2009) como Elodie Martin
- The Young and the Restless (2008–2009) como Dra. Alicia Jamison, y Gretchen Mills
- Bones (2009) como la agente Lisa Kopek
- Medium (2010) como Whitten Mom
- Law & Order: LA (2011) como Det. Anna Lundgrad
- Blood Relative (2011–2012) como madre
- Touch como Sharon DeLuca
- Castle (2013) como Lina El-Masri
- Parenthood (2014) como Dra. Meadow
- Scorpion (2015) como Dra. Hill
- NCIS: Los Angeles (2016) como Samantha Rogers